# Anges FC
Anges Football Club de Notsè w skrócie Anges FC – togijski klub piłkarski grający w togijskiej pierwszej lidze, mający siedzibę w mieście Notsè.

## Sukcesy
- I liga[1]:
  - mistrzostwo (2): 2013.

## Występy w afrykańskich pucharach
| Sezon | Rozgrywki     | Runda   | Kraj    | Klub       | Dom | Wyjazd | Dwumecz |
| ----- | ------------- | ------- | ------- | ---------- | --- | ------ | ------- |
| 2014  | Liga Mistrzów | wstępna | Nigeria | Enyimba FC | 2–1 | 1–3    | 3–4     |

## Stadion
Domowe mecze klub rozgrywa na stadionie o nazwie Stade de Notsè w Notsè. Stadion może pomieścić 3000 widzów.

## Reprezentanci kraju grający w klubie
Stan na styczeń 2023.
| - Savant de Souza - Kokou Ganké - Cyril Guedjé - Koffi Gueli - Alex Kinvi-Boh - Claude Koutob - Kodjo Laba | - Sapol Mani - Zakari Morou - Aboubacar Rachidou - Awalou Samari - Vincent Tchalla - Messan Toudji |